# Pentetinezuur
Pentetinezuur (officieel: di-ethyleentriaminepenta-azijnzuur; afgekort: DTPA) is een polyaminocarbonzuur, bestaande uit een di-ethyleentriaminebasisstructuur, waarin elk van de vijf waterstofatomen aan stikstof vervangen is door de groep -CH2COOH. De stof kan beschouwd worden als een uitgebreide vorm van EDTA. DTPA wordt, net als EDTA, gebruikt in de vorm van zijn geconjugeerde base. In tegenstelling tot EDTA, waarbij het dan meestal om het dinatriumzout gaat, is de precieze vorm meestal niet omschreven. Vergelijkbaar met EDTA vormt het DTPA met veel metalen stabiele complexen. Bij complexvorming met de ionen van lanthanides en actinides, komt DTPA voor in zijn vijfwaardige anionvorm: alle vijf de carbonzuurgroepen zijn gedeprotoneerd. In tegenstelling tot EDTA beschikt DTPA over zeven coördinatieplaatsen voor bindingen aan metaalionen: elk stikstofatoom vormt een mogelijkheid voor een coördinatiebinding, evenals elk van de carbonzuurgroepen. Voor de meeste metalen is zes coördinatiebindingen het maximum. De conclusie is dat na complexvorming, de molecule nog een soort van handvat heeft dat gebruikt kan worden om het aan andere stoffen te koppelen, zoals het voorbeeld van pentetide aantoont.

## Toepassingen

### Geneeskunde
Vanaf de jaren '60 van de 20e eeuw wordt DTPA gebruikt om inwendige besmetting met radioactief materiaal te bestrijden. Beschreven is de behandeling van besmetting met americium, plutonium, californium, curium en berkelium. Na complexvorming worden de radio-isotopen via de urine uitgescheiden. DTPA wordt doorgaans gebruikt als het calcium- of zinkzout. Indien DTPA in de eerste dag nadat inwendige besmetting is opgetreden, dan is Ca-DTPA ongeveer 10 keer effectiever dan Zn-DTPA bij het complexeren van plutonium, americium, en curium. Na 24 uur zijn beide zouten even effectief. Inwendige besmetting is jargon voor de onopzettelijke inname van radioactief materiaal. De meeste gevallen van inwendige besmetting treden op bij het beroepsmatig werken met radioactief materiaal.
Tegenwoordig is DTPA in de Verenigde Staten door de Food and Drug Administration (FDA) erkend als complexvormer voor radionucliden van plutonium, americium en curium.
In ibritumomab tiuxetan is de complexvormer tiuxetan een aangepaste vorm van DTPA waarin het centrale deel van het molecule een isothiocyanaatbenzyl en een methylgroep bevat.
In capromab pendetide en satumomab pendetide, is de complexvormer pendetide (GYK-DTPA) ook een aangepaste vorm van DTPA, waarbij een peptidebrug gebruikt wordt om de complexvormer aan een antilichaam te koppelen.
In pentetreotide is ook een aangepast DTPA gekoppeld aan peptidecomponenten.
DTPA en zijn derivaten worden gebruikt om complexen te vormen met gadolinium die op hun beurt gebruikt worden als contrast-verbindingen in MRI. Een voorbeeld van zo'n complex is magnevist.
Technetium wordt gecomplexeerd aan DTPA voor gebruik in V/Q scans) en bij scans van de nieren.

### Andere toepassingen
DTPA wordt gebruikt bij de extractie van grondmonsters. Om de beschikbaarheid van micronutriënten zoals zink, ijzer, koper en mangaan bij normale pH-waarden van 7,3 te bepalen in aanwezigheid van calciumchloride en TEA.

## Coördinatiechemie
Pentetinezuur is het zuur van een heptadentaat ligand, di-ethyleentriaminepenta-acetaat. In een groot aantal gevallen zijn niet alle vijf de acetaatfuncties nodig voor binding aan het metaalatoom.
DTPA is niet in staat om alle radioactieve elementen, die iemand binnen kan krijgen, te binden, na bijvoorbeeld een terroristische aanslag met een vuile bom. Als geneesmiddel is DTPA niet in staat te verhinderen dat radioactief materiaal het lichaam binnenkomt, of de gezondheidsschade te herstellen die door binnengedrongen radioactief materiaal is aangericht.
Complexvormers werken het beste als ze kort na de blootstelling aan radioactief materiaal (of andere vergif) worden toegediend. Bij snelle verwijdering van radioactief materiaal of vergif uit het lichaam zal het aantal effecten van de besmetting minder zijn, en minder ernstig. Na 24 uur wordt het lastiger plutonium, americium en curium via complexvorming uit het lichaam te verwijderen. Hoewel de aangerichte schade niet hersteld wordt door DTPA, blijft het mogelijk inwendige besmetting ook na een aantal dagen of zelfs weken te bestrijden met DTPA.

## Toxicologie en veiligheid
DTPA accumuleert niet in het lichaam en heeft ook op lange termijn geen schadelijke gevolgen. Verschijnselen bij een acute, herhaalde hoge dosis Ca-DTPA zijn misselijkheid, braken, diarree, kou, koorts, jeuk en kramp. Andere effecten kunnen zijn: hoofdpijn, licht gevoel in het hoofd, pijn op de borst en een metaalachtige smaak in de mond.
Ca-DTPA (en Zn-DTPA) kan een aantal voor het lichaam belangrijke mineralen complexeren zoals zink, magnesium en mangaan. Zo is zink bijvoorbeeld nodig bij het maken van rode- en witte bloedcellen en bloedplaatjes. Behandeling met DTPA kan dus het normaal functioneren van de bloedaanmaak verstoren. Uit voorzorg dienen patiënten die een langere periode met DTPA behandeld worden ook extra voedingssupplement met zink te krijgen.